# ناتاليا لايت
ناتاليا لايت (بالإنجليزية: Natalia Leite)‏ هي مخرجة أمريكية، ولدت في القرن العشرين في ساو باولو في البرازيل.

## وصلات خارجية
- ناتاليا لايت على موقع IMDb (الإنجليزية)
- ناتاليا لايت على موقع روتن توميتوز (الإنجليزية)
- ناتاليا لايت على موقع أول موفي (الإنجليزية)
- ناتاليا لايت على موقع قاعدة بيانات الفيلم (الإنجليزية)